# Antonio Scandello
Antonio Scandello (Bergamo, 17 gennaio 1517 – Dresda, 18 gennaio 1580) è stato un compositore italiano.
Lavorò come musicista nella corte degli elettori della Sassonia, a Dresda. Nel 1549 divenne direttore dell'orchestra della corte, e nel 1568 Kapellmeister. La sua musica combina elementi del rinascimento italiano con quelli della tradizione musicale tedesca.
Scandella compose una messa di suffragio per l'elettore Sassone Maurizio I (Missa super Epithaphum Mauritii), che era stato ferito a morte nella Battaglia di Sievershausen. La messa è basata su un mottetto dell'epitaffio Latino di Maurizio del direttore Georg Fabricius della scuola principesca di Meißen.